# ダニ・ルブレ
ダニエル・"ダニ"・ルブレ（Daniel "Dani" Löble、独: Daniel Löble、1973年2月22日 - ）は、スイス・チューリッヒ出身のドラマー。ヘヴィメタル・バンド、ハロウィンで活動している。

## 略歴
1973年、スイスのチューリッヒに生まれ、12歳まで育つ。14歳で音楽活動を開始、1993年から1995年の間、チューリッヒの学校でドラムを学ぶ。1994年、ヘーレンフンデ (Höllenhunde、ヘルハウンドの意)を創設する。1996年から1999年、チューリッヒの現代音楽の大学で学ぶ一方、メロディック・メタルバンド、グレンモア (Glenmore)で、さらに1997年から1998年、アコースティック・ロックバンド、エレメント58 (Element 58)でも活動する。1999年、ローヘッド・レッグス (Rawhead Rexx)で活動し、2001年にはデビュー・アルバムを発表する。また同時期にブレイズ・ベイリーとも活動している。そして2005年にハロウィンに加入し、現在に至る。

## 音楽的特徴
クリック・ツールを使用せずに録音できるほど、安定したリズム感を持つ。またハロウィンのメンバーの中では唯一楽譜の読み書きができるため、リハーサルの際も譜面を読みながら正確なドラミングができることをバンド・メンバーのマイケル・ヴァイカートは語っていた。また、ドラムパートのアイデアやアレンジ、コピーを行う際は実際に譜面におこすこともあるという。

## その他
- 2016年6月に予定されていたハロウィンのアルバム『マイ・ゴッド・ギヴン・ライト』に伴う日本ツアーは、彼が重篤な盲腸にかかり緊急入院したため延期となり、9月に行われた[3]。

## ディスコグラフィ

### ヘーレンフンデ
- Alptraum (1994年) [4]

### エレメント58
- April Fools Day (2000年) [4]

### ローヘッド・レッグス
- Rawhead Rexx (2002年、AFM Records)
- 『ダイアリー・イン・ブラック』 - Diary In Black (2004年、AFM Records)

### ハロウィン
- 『守護神伝 -新章-』 - Keeper of the Seven Keys: The Legacy (2005年)
- 『「守護神伝 -新章-」ワールド・ツアー2005/2006 - ライヴ・イン・サンパウロ』 - Keeper of the Seven Keys – The Legacy World Tour 2005/2006 (2007年) ※ライブ
- 『ギャンブリング・ウィズ・ザ・デヴィル』 - Gambling with the Devil (2007年)
- 『アンアームド』 - Unarmed - Best of 25th Anniversary (2009年) ※アコースティック・アルバム
- 『7シナーズ』 - 7 Sinners (2010年)
- 『ストレイト・アウト・オブ・ヘル』 - Straight Out of Hell (2013年)
- 『マイ・ゴッド・ギヴン・ライト』 - My God-Given Right (2015年)